# Strażnica WOP Wójkowa
Strażnica WOP Wójkowa – obecnie nieistniejący podstawowy pododdział graniczny Wojsk Ochrony Pogranicza pełniący służbę ochronną na granicy polsko-czechosłowackiej.

## Formowanie i zmiany organizacyjne
Od 15 marca 1954 w Wojskach Ochrony Pogranicza wprowadzono nową numerację strażnic. Strażnica WOP Wójkowa III kategorii otrzymała numer 183.
Strażnice sąsiednie
182 strażnica WOP Muszynka ⇔ 184 strażnica WOP Muszyna – 1954